# بسیکی
بِساریُنْ گاباشْویلی (به گرجی: ბესარიონ გაბაშვილი) متخلص به بِسیکی (زاده ۱۷۵۰، درگذشت ۲۵ ژانویه ۱۷۹۱) شاعر، سیاستمدار و دیپلمات گرجی بوده‌است که اشعار او جزو عالی‌ترین ترانه‌های عاشقانه به حساب می‌آید.

## زندگی
بسیکی در تفلیس پایتخت پادشاهی کارتلی و کاختی (گرجستان) متولد شده و رشد کرد. پدر او «زکریا» یک کشیش ارتدکس گرجی و از ملازمان تیموراز دوم بود. زکریا در سال ۱۷۶۴ به عنوان مجازات از دربار طرد شده بود اما بسیکی از طرف ایراکلی دوم مجاز به ماندن در دربار بود که در آنجا تحصیل کرده و شاعری پیشه کرد. هنگامی که او هنوز در سرودن شعر مبتدی بود، به سبک شاعران فارسی‌زبان و همچنین شاعر چندزبانی مثل سایات‌نووا شعر می‌سرود.
او علی‌رغم سن کمی که داشت مورد کینه‌ورزی بسیاری از درباریان قرار گرفته بود چرا که اشعار طنز، انتقادآمیز و بعضاً توهین‌آمیزی در وصف آنان می‌سرود که از جمله آنان جاثلیقی به نام آنتون بود. شایعاتی نیز مبنی بر ارتباط بسیکی با آنا خواهر ایراکلی دوم نیز وجود داشت که ۲۸ سال از بسیکی بزرگ‌تر بود. این شایعات بر زمینهٔ یکی از اشعار عاشقانهٔ او یعنی დედოფალს ანაზედ ("درمورد ملکه آنا") بود. او در سال ۱۷۷۷ میلادی از سوی جاثلیق آنتون یکم مورد اتهام قرار گرفت و مجبور شد تفلیس را ترک کرده و به پادشاهی ایمرتی (گرجستان غربی) برود. جایی که سولومون یکم پادشاه ایمرتی او را صدر اعظم خود نمود و بعدها پس از مرگ سولومون اول، به عنوان دیپلمات سولومون دوم پادشاه بعدی ایمرتی فعالیت داشت. بسیکی دوباره خود را گرفتار دسیسه‌های درباری یافت. پادشاه او را به مأموریت‌های خطرناک می‌فرستاد که آخرین آن مأموریتی در امپراتوری روسیه جهت حمایت روسیه از ایمرتی در طول جنگ روسیه و عثمانی (۱۷۸۷-۱۷۹۲) بود. او به مدت سه سال همراه فیلد مارشال پوتمکین در لشکرکشی‌های روسیه مقابل امپراتوری عثمانی شرکت می‌کرد و در ۲۵ ژانویه ۱۷۹۱ میلادی در شهر یاش در رومانی امروزی از دنیا رفت و او را در همان‌جا به خاک سپردند.

## شعر
اشعار بسیکی به سبب فی البداهه بودن و لحن موسیقایی آن، آثار ادبی برجسته‌ای محسوب می‌شوند. بهترین اشعار او عبارت اند از: სევდის ბაღს შეველ ("وارد باغ اندوه شدم")، მე მივხვდი მაგას შენსა ბრალებსა ("سرزنش‌هایت را می‌فهمم")، შაშვნი შავნი ("پرندگان سیاه") و از همه مهم تر ტანო ტატანო ("قد و قامت رعنا") و დედოფალს ანაზედ ("درمورد ملکه آنا"). اشعار مذکور به عشق و احساسات اختصاص داده شده و دارای درون مایه‌ای سودا زده و لحنی زیبا هستند. اشعار تاریخی-حماسی او شامل: ასპინძისათვის ("درمورد جنگ آسپیندزا") و რუხის ომი ("نبرد روخی") به ترتیب شرح پیروزی ارتش گرجستان بر ارتش امپراتوری عثمانی و نیروهای آبخاز-چرکسی هستند. بسیکی در شعر "آسپیندزاً رشادت‌های جنگی سربازان ارتش گرجستان را تحسین می‌کند که در سال ۱۷۷۰ میلادی در جنگ آسپیندزا در مقابله با ارتش امپراتوری عثمانی از خود نشان دادند و همچنین اقدامات نظامی شاهزاده داویت اوربلیانی را مورد تحسین قرار می‌دهد. بسیکی همچنین بر سرودن اشعار طنز نیز تسلط داشته‌است، از نمونه‌های برجستهٔ طنزسرایی او اشعار: რძალ-დედამთილიანი ("عروس و مادرشوهر") و ჭაბუა ორბელიანზე ("درمورد چابوا اوربلیانی") هستند. این شاعر چند متد جدید در قافیه پردازی و نگارش ادبی به وجود آورد و همچنین چند کلمهٔ جدید استعاری نیز ایجاد کرد. بسیکی ردپای قابل توجهی از خود در تاریخ ادبیات گرجی برجای گذاشته است. به خصوص اشعار عاشقانهٔ او که تأثیر زیادی بر رمانتیسم گرجی در اوایل قرن نوزدهم میلادی گذاشته است.